# メタヨードベンジルグアニジン
メタヨードベンジルグアニジン（m-Iodobenzylguanidine、meta‐iodobenzylguanidine、MIBG）は、Iobenguane（3-Iodobenzylguanidine）とも呼ばれる、アドレナリン神経伝達物質ノルエピネフリンのアルキルグアニジン類似体であり、放射性医薬品である。MIBGは、アドレナリン作動性ニューロンの遮断剤として作用する。放射性標識された場合、核医学的診断技術や神経内分泌系の抗悪性腫瘍治療に使用できる。
アドレナリン組織に局在するため、褐色細胞腫や神経芽腫などの腫瘍の位置を特定するのに使用できる。また、131I標識体は、ノルエピネフリンを取り込んで代謝する腫瘍細胞の、根絶治療にも使用できる。

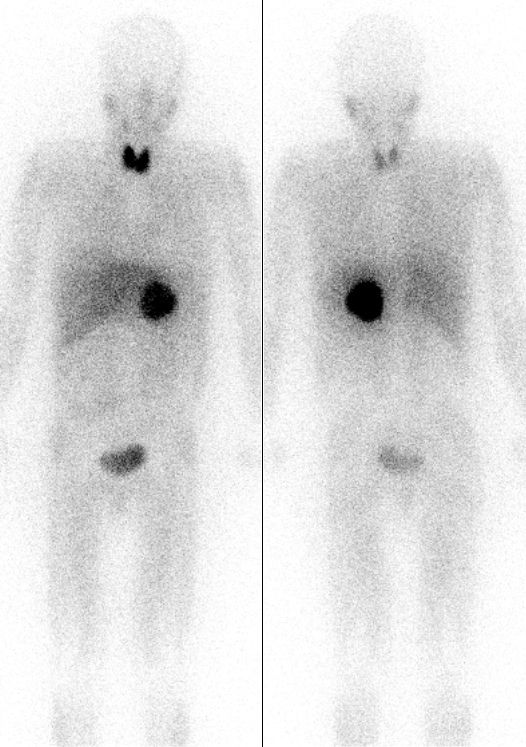
褐色細胞腫は体の中心に球状の暗部として見られる（左副腎にある）。画像はMIBGシンチグラフィによるもので、MIBGの放射性ヨウ素から放射線が照射されている。同じ患者を正面と背面から2枚の画像を見ている。医薬品の分解による放射性ヨウ素の不要な取り込みのために、首の甲状腺の暗部画像に注意。頭部の側面での取り込みは、唾液腺による取り込みを示す。放射能は、ヨウ化物の正常な腎排泄から、膀胱でも見られる。

## 用途・機構
MIBGは副腎のクロム親和性細胞の顆粒やシナプス前のアドレナリンニューロン顆粒に吸収され、蓄積される。この過程は、生体内のノルエピネフリンとそのトランスポーターが採用しているメカニズムと密接に関連している。ノルエピネフリントランスポーター（NET）は、シナプス末端と副腎クロム親和性細胞でノルエピネフリンの取り込みを提供するために機能する。MIBGは、NETに結合することで、イメージングと治療に機能する。

## 代謝・排泄
投与量の10％未満がm-ヨード馬尿酸（m-iodohippuric acid、MIHA）に代謝されるが、この代謝物がどのようにして生成されるのか、そのメカニズムは不明である。

## イメージングの手順
ヨウ素131または123で放射性標識されたMIBGは、内分泌腫瘍、最も一般的な神経芽細胞腫、傍神経節腫、褐色細胞腫に濃縮する。また、心臓、肺、副腎髄質、唾液腺、肝臓、脾臓のアドレナリン神経のノルエピネフリン輸送体、および神経堤に発生する腫瘍にも蓄積する。MIBGは、副腎に由来する生殖線、体性新生物、良性新生物、悪性新生物の全身、非侵襲的シンチグラフィースクリーニングとして機能する。副腎内および副腎外疾患の両方を検出することができる。イメージングは高感度で特異的である。MIBGは、心臓や他の自律的に神経支配を受けている臓器のシナプス前末端に集中している。これは、これらのシステムを研究するための生体内プローブとしての可能な非侵襲的な使用を可能にする。この化合物の大量投与は、悪性の褐色細胞腫や神経芽細胞腫に選択的に放射線治療を行うための試験に使用されている。

## 褐色細胞腫の代替イメージングモダリティ
FDOPA PET/CTスキャンは、褐色細胞腫の検出に対してほぼ100％の感度であることが証明されており、MIBGスキャンでは90％である。しかしながら、FDOPA PET/CTを提供している施設は稀である。

## 応用
メタヨードベンジルグアニジンを用いて、心筋への交感神経支配の状態の画像化を試みる方法により、レビー小体型認知症の診断に利用する場合が有る。レビー小体型認知症が疑われた患者で、心筋にメタヨードベンジルグアニジンの集積が少ない場合には、レビー小体型認知症である確率が高い事が知られているためである。

## 副作用
画像撮影後の一般的な副作用としては、リンパ球減少、好中球減少、貧血、血小板減少、倦怠感などがある。吐き気、嘔吐、高血圧、めまいも観察されている。MIBGの治療用投与を受けた試験において、6.8%の患者に急性白血病又は骨髄異形成症候群が発現したと報告されている。

## 甲状腺の注意点
ヨウ化カリウム（非放射性）による甲状腺の遮断は、MIBGを用いた核医学シンチグラフィに適応となる。これは放射性ヨウ素の取り込みを競合的に阻害し、甲状腺の過剰な放射性ヨウ素濃度を防ぎ、甲状腺アブレーション（I-131の場合）のリスクを最小限に抑える。その結果、甲状腺発がんのリスクも最小限に抑えられる。
この目的のためにFDAが承認したヨウ化カリウムの投与量は、生後1ヶ月未満の乳児で16 mg、1ヶ月～3歳の小児で32 mg、3歳～18歳の小児で65 mg、成人130 mgである。 しかしながら、一部では代替投与レジメを推奨している。
甲状腺遮断の必要な期間については、すべての情報源が一致しているわけではないが、MIBGのシンチグラフ的用途と治療的用途の両方で遮断の必要性については一致しているようである。製品表示では全年齢層に放射性医薬品投与の1時間前にヨウ化カリウムを投与することが推奨されている  。欧州核医学協会（European Associated of Nuclear Medicine）は、放射性医薬品投与の1日前からヨウ化カリウムの投与を開始し、放射性医薬品投与後にヨウ化カリウムの投与を必要としない新生児を除き、注射の翌日まで継続することが必要である。
診断用ヨード-131MIBGの製品ラベルには、注射の1日前にヨウ化カリウムを投与し、5～7日後に投与を継続することを推奨している。治療目的で使用されるヨード-131MIBGは、注射剤投与の24～48時間前に開始し、10～15日後まで継続するという、異なる前投薬期間を必要とする。

## 臨床試験
がん治療のI-131 Iobenguane
商品名「アゼドラ（Azedra）」で販売されている「I-131イオベンガン（I-131 Iobenguane）」は、悪性・再発・切除不能な褐色細胞腫および傍神経節腫の治療薬として臨床試験が行われており、2018年7月30日にFDAから承認された。本剤はプロジェニックス社（Progenics Pharmaceuticals）が開発している。